# Сычёв, Николай Григорьевич
Никола́й Григо́рьевич Сычёв (25 октября 1928 — 9 мая 2005) — советский и российский экономист, доктор экономических наук, профессор, академик, заслуженный деятель науки РСФСР (1979), ректор ВЗФЭИ и, позднее, Академии бюджета и казначейства (ныне входят в состав Финансового университета при Правительстве РФ), действительный член общественной организации «Российская академия естественных наук».

## Биография
Николай Сычёв родился в Ростовской области. Любопытно, что у его отца было 16 сестёр и братьев, а у матери 14. Окончил школу и начал свою трудовую деятельность в годы Великой Отечественной войны, когда он с матерью и сестрой был эвакуирован в Удмуртскую АССР. После войны решил поступать на экономический факультет МГУ. Он успешно сдал экзамены, но в тот год правительство решило ограничить приём на этот факультет. Всем успешно сдавшим экзамены Министерство высшего образования позволило по результатам этих экзаменов идти учиться в любой вуз Москвы. Сычёв выбрал Московский финансовый институт, который окончил с отличием. Затем поступил в аспирантуру Московского инженерно-экономического института им. С. Орджоникидзе. Защитив в 1953 году кандидатскую диссертацию «Вопросы рентабельности чёрной металлургии СССР (На примере заводов им. Дзержинского и им. Петровского)», стал работать там преподавателем.
После ликвидации экономического факультета в МИЭИ перешёл на работу во Всесоюзный заочный финансово-экономический институт (ВЗФЭИ). Там он проработал 25 лет, из которых 13 лет был ректором. В 1971 году Н. Г. Сычёву была присуждена степень доктора экономических наук за учебник «Финансы промышленности». Был руководителем ВАК (Высшей Аттестационной Комиссии Советского Союза) по финансам и экономике до распада СССР.  
Полтора года он проработал в Московском финансовом институте, затем был назначен ректором Межотраслевого института повышении квалификации при Министерстве финансов. С 1996 года этот институт был реструктурирован в Академию бюджета и казначейства (АБиК) при Министерстве финансов РФ. Николай Григорьевич Сычёв много раз переизбирался коллективом на пост ректора и руководил Академией бюджета и казначейства вплоть до своей смерти в 2005 году.
Николай Григорьевич прожил со своей женой более 44 лет, имел 3 дочерей (одна дочь 1963 г.р и двойняшки) и одного сына 1961 г.р (который трагически погиб в школьном возрасте в старших классах). Увлекался Японией и японской литературой, играл в русский бильярд. Занимался помощью сиротам в рамках программы «Золотой витязь».

## Труды и достижения
Объём научных, учебных и методических работ Сычёва составляет более 760 печатных листов. Он защитил две докторские диссертации. Его фундаментальные учебники «Финансы», «Финансы промышленности», «Финансы предприятий и отраслей народного хозяйства» неоднократно переиздавались и на протяжении последних десятилетий легли в основу подготовки специалистов в области финансов. Сычёв подготовил более 30 докторов и кандидатов наук. Он был научным руководителем будущего Премьер-министра Павлова В.С.
Николай Григорьевич Сычёв был учредителем Аудиторской палаты России (АПР), членом её Совета, заместителем Председателя Совета по аудиторской деятельности при Минфине России, вице-президентом АПР. В должности Председателя Комиссии по аттестации, повышению квалификации аудиторов и лицензированию аудиторской деятельности Совета по аудиторской деятельности при Минфине России. Николай Григорьевич приложил много сил для формирования системы Учебно-методических центров на базе ведущих вузов страны и учебных центров аккредитованных при Минфине России профессиональных аудиторских объединений. Эти УМЦ подготовили кадры, составляющие сейчас саму аудиторскую профессию в России.
Николай Григорьевич Сычёв как ученый активно участвовал в руководстве Международного института государственных финансов в качестве вице-президента. Сотрудничая с Международным валютным фондом и Мировым банком, он проводил работу по переподготовке специалистов Министерства финансов РФ. На общественных началах Сычёв в течение многих лет участвовал в работе ЦАЛАК по общему аудиту Минфина РФ, ряда правительственных комиссий Совета Федерации, Научно-экспертного совета при Председателе Совета Федерации Федерального Собрания Российской Федерации.

## Память
8 сентября 2016 года в День финансиста в учебном корпусе финансово-экономического факультета Финансового университета при Правительстве РФ в Малом Златоустинском переулке прошло торжественное открытие именной аудитории выдающегося экономиста и талантливого ученого — Николая Григорьевича Сычева.

## Награды
- Орден Трудового Красного Знамени (1980)
- Орден Почёта (1998)[3]
- Орден Дружбы (2002)[4]
- 6 медалей, включая «За трудовую доблесть» и «За доблестный труд в Великой Отечественной войне 1941—1945 годов»[5]
- Благодарность Президента России Б. Н. Ельцина
- Благодарность Президента России В. В. Путина